# Saint Martin et le Mendiant (van Dyck)
Pour les articles homonymes, voir Saint Martin et le Mendiant.
Saint Martin et le Mendiant est une peinture réalisée vers 1618 par le peintre flamand Antoine van Dyck. Elle représente saint Martin de Tours partageant son manteau avec un mendiant.

## Histoire
Cette toile a été entreposée dans l'atelier de van Dyck pendant un certain temps jusqu'en 1621, et pourrait avoir été réalisée vers 1618. En 1621, il avait été chargé par le Chancelier du Duché de Brabant, Ferdinand de Boisschot, de livrer une peinture de saint Martin pour l'église dédiée à ce saint dans Zaventem. Van Dyck lui a donné cette peinture pour remplir la commission, éventuellement pendant son voyage entre la ville d'Anvers et l'Italie.

## Variante de 1620
Une version plus tardive et plus grande de la peinture existe dans la Royal Collection britannique. Elle date des environs de 1620, et a probablement été laissée dans l'atelier de Rubens après le départ de van Dyck cette même année - plusieurs copies existent, indiquant que le tableau était encore à Anvers et disponible pour que d'autres artistes puissent le copier. Ce tableau a transité par l'Espagne dans les années 1740, où il a été acheté par M. de Bagnols, puis racheté par Frédéric de Galles avant le mois de septembre 1747.